# Mahmoud Wadi
Mahmoud Wadi né le 19 décembre 1994, est un footballeur international palestinien qui évolue au poste d'avant-centre à Al Mokawloon Al Arab SC, en prêt de Pyramids FC.

## Biographie

### Carrière en club
Mahmoud Wadi signe à Al-Masry en Égypte le 1er juillet 2018. Il marque son premier but avec sa nouvelle formation le 16 septembre 2018 lors d’une victoire 1-0 contre l'USM Alger en Coupe de la confédération.
Le 31 octobre 2020, il signe au Pyramids FC.

### Carrière en sélection
Le 14 novembre 2017, il honore sa première sélection contre les Maldives lors d’une victoire 8-1.